# Ekstraliga (Schach) 2016
Die Ekstraliga (Schach) 2016 war die 15. Austragung der Ekstraliga und die 72. Polnische Mannschaftsmeisterschaft im Schach. Meister wurde der Titelverteidiger WASKO HETMAN Katowice, aus der I liga waren im Vorjahr durch den Rückzug von UKS Rotmistrz Grudziąd mit LKS "Wrzos" Międzyborów, OKSiR BAUMATECH Wisznia Mała und KSz MIEDŹ Legnica drei Mannschaften aufgestiegen. Als einziger Aufsteiger erreichte Legnica den Klassenerhalt, während LKS "Wrzos" Międzyborów und OKSiR BAUMATECH Wisznia Mała direkt wieder absteigen mussten, ferner zog Baszta MOS Żnin seine Mannschaft zurück.
Zu den Mannschaftskadern siehe Mannschaftskader der Ekstraliga (Schach) 2016.

## Modus
Die zehn Mannschaften spielten ein einfaches Rundenturnier an sechs Brettern, dabei musste am sechsten Brett eine Frau aufgestellt werden. Die zwei Letztplatzierten stiegen in die I liga ab und werden durch die beiden Erstplatzierten der I liga ersetzt. Über die Platzierung entschied zunächst die Anzahl der Mannschaftspunkte (zwei Punkte für einen Sieg, ein Punkt für ein Unentschieden, kein Punkt für eine Niederlage), danach die Anzahl der Brettpunkte (ein Punkt für einen Sieg, ein halber Punkt für ein Remis, kein Punkt für eine Niederlage).

## Termine und Spielorte
Die ersten drei Runden wurden vom 24. bis 26. Juni in der öffentlichen Woiwodschaft- und städtischen Bibliothek in Gedenken an Zbigniew Herbert (Wojewódzka i Miejska Biblioteka Publiczna im. Zbigniewa Herberta) in Gorzów Wielkopolski gespielt, die Runden 4 bis 6 wurden vom 23. bis 25. September in den Räumen des Schachklubs Polonia Wrocław (Klub Szachowy Polonia Wrocław) in Breslau ausgerichtet, und die letzten drei Runden fanden vom 7. bis 9. Oktober im städtischen Kulturhaus Bogucice-Zawodzie (Miejski Dom Kultury "Bogucice-Zawodzie") in Katowice statt.

## Saisonverlauf
Um den Titel lieferten sich WASKO HETMAN Katowice, KSz Stilon Gorzów Wielkopolski und KSz Polonia Votum Wrocław einen Dreikampf, den Katowice knapp für sich entschied. Die Entscheidung über den Abstieg war bereits vor der letzten Runde gefallen.

## Endtabelle
| Pl. | Verein                                      | Sp | G | U | V | MP   | Brett-P.  |
| --- | ------------------------------------------- | -- | - | - | - | ---- | --------- |
| 01. | WASKO HETMAN Katowice (M)                   | 9  | 8 | 1 | 0 | 17:1 | 37,5:16,5 |
| 02. | KSz Stilon Gorzów Wielkopolski              | 9  | 7 | 2 | 0 | 16:2 | 36,0:18,0 |
| 03. | KSz Polonia Votum Wrocław                   | 9  | 6 | 2 | 1 | 14:4 | 31,5:22,5 |
| 04. | Akademia Szachowa Future Processing Gliwice | 9  | 5 | 1 | 3 | 11:7 | 32,0:22,0 |
| 05. | Baszta MOS Żnin                             | 9  | 4 | 1 | 4 | 9:9  | 27,5:26,5 |
| 06. | KSz MIEDŹ Legnica (N)                       | 9  | 4 | 0 | 5 | 8:10 | 23,5:30,5 |
| 07. | Sz.S.O.N. "Zagłębie" Dąbrowa Górnicza       | 9  | 3 | 1 | 5 | 7:11 | 21,5:32,5 |
| 08. | TS Wisła Kraków                             | 9  | 2 | 1 | 6 | 5:13 | 22,5:31,5 |
| 09. | OKSiR BAUMATECH Wisznia Mała (N)            | 9  | 1 | 0 | 8 | 2:16 | 19,0:35,0 |
| 10. | LKS "Wrzos" Międzyborów (N)                 | 9  | 0 | 1 | 8 | 1:17 | 19,0:35,0 |

### Entscheidungen
|     | Polnischer Mannschaftsmeister: WASKO HETMAN Katowice                                                                   |
|     | Absteiger in die I liga: Baszta MOS Żnin (freiwilliger Rückzug), OKSiR BAUMATECH Wisznia Mała, LKS "Wrzos" Międzyborów |
| (M) | Meister der letzten Saison                                                                                             |
| (N) | Aufsteiger der letzten Saison                                                                                          |

### Kreuztabelle
| Ergebnisse | Ergebnisse                                  | 01. | 02. | 03. | 04. | 05. | 06. | 07. | 08. | 09. | 10. |
| ---------- | ------------------------------------------- | --- | --- | --- | --- | --- | --- | --- | --- | --- | --- |
| 01.        | WASKO HETMAN Katowice                       |     | 3   | 3½  | 4   | 4   | 4   | 5   | 5½  | 5   | 3½  |
| 02.        | KSz STILON Gorzów Wielkopolski              | 3   |     | 3   | 3½  | 3½  | 4   | 5½  | 4   | 4½  | 5   |
| 03.        | VOTUM SA POLONIA Wrocław                    | 2½  | 3   |     | 3½  | 3½  | 4   | 5   | 3½  | 3½  | 3   |
| 04.        | Akademia Szachowa Future Processing Gliwice | 2   | 2½  | 2½  |     | 4   | 5   | 4½  | 3   | 4½  | 4   |
| 05.        | Baszta MOS Żnin                             | 2   | 2½  | 2½  | 2   |     | 4   | 3   | 3½  | 4½  | 3½  |
| 06.        | KSz MIEDŹ Legnica                           | 2   | 2   | 2   | 1   | 2   |     | 3½  | 3½  | 3½  | 4   |
| 07.        | Sz.S.O.N. "Zagłębie" Dąbrowa Górnicza       | 1   | ½   | 1   | 1½  | 3   | 2½  |     | 4   | 3½  | 4½  |
| 08.        | TS Wisła Kraków                             | ½   | 2   | 2½  | 3   | 2½  | 2½  | 2   |     | 3½  | 4   |
| 09.        | OKSiR BAUMATECH Wisznia Mała                | 1   | 1½  | 2½  | 1½  | 1½  | 2½  | 2½  | 2½  |     | 3½  |
| 10.        | LKS "Wrzos" Międzyborów                     | 2½  | 1   | 3   | 2   | 2½  | 2   | 1½  | 2   | 2½  |     |

## Die Meistermannschaft
| 1.            | WASKO HETMAN Katowice |
| Schachfiguren | Radosław Wojtaszek, David Navara, Oleksandr Areschtschenko, Kamil Mitoń, Grzegorz Gajewski, Bartosz Soćko, Monika Soćko. |